# Flybe
Flybe (Флайбі) — британська авіакомпанія, що базувалася в аеропорту Ексетера, Англія. Це була найбільша незалежна регіональна авіакомпанія Європи, що здійснювала рейси по 150 маршрутах у 55 аеропортів. Найбільшою базою авіакомпанії був аеропорт Саутгемптона, в авіакомпанії також були бази за межами Великої Британії, на Нормандських островах і острові Мен.
Компанія мала британську ліцензію типу A, яка дозволяла перевезення пасажирів, вантажу та пошти на літаках місткістю до 20 місць і більше.
5 березня 2020 року авіакомпанія оголосила про введення тимчасової адміністрації і припинення польотів, таким чином, фактично авіакомпанія стала банкрутом.
У жовтні 2020 року з’явилися повідомлення про те, що «Thyme Opco», компанія, пов’язана з колишнім акціонером C«yrus Capital», досягла угоди з адміністраторами щодо придбання бренду «Flybe» і перезапуску авіакомпанії в 2021 році за умови схвалення регуляторних органів. 
У квітні 2021 року нова компанія була перейменувана на «Flybe Limited», отримала ліцензію на експлуатацію, ліцензії на маршрути та місця в аеропортах і планувала запуск на літо 2021 року. 
У жовтні 2021 року для авіакомпанії було призначено нового генерального директора 
 
наступного місяця, Аеропорт Бірмінгема був названий новою базою.

22 березня 2022 року веб-сайт компанії відкрився для бронювання, перші рейси заплановано на 13 квітня.

## Історія

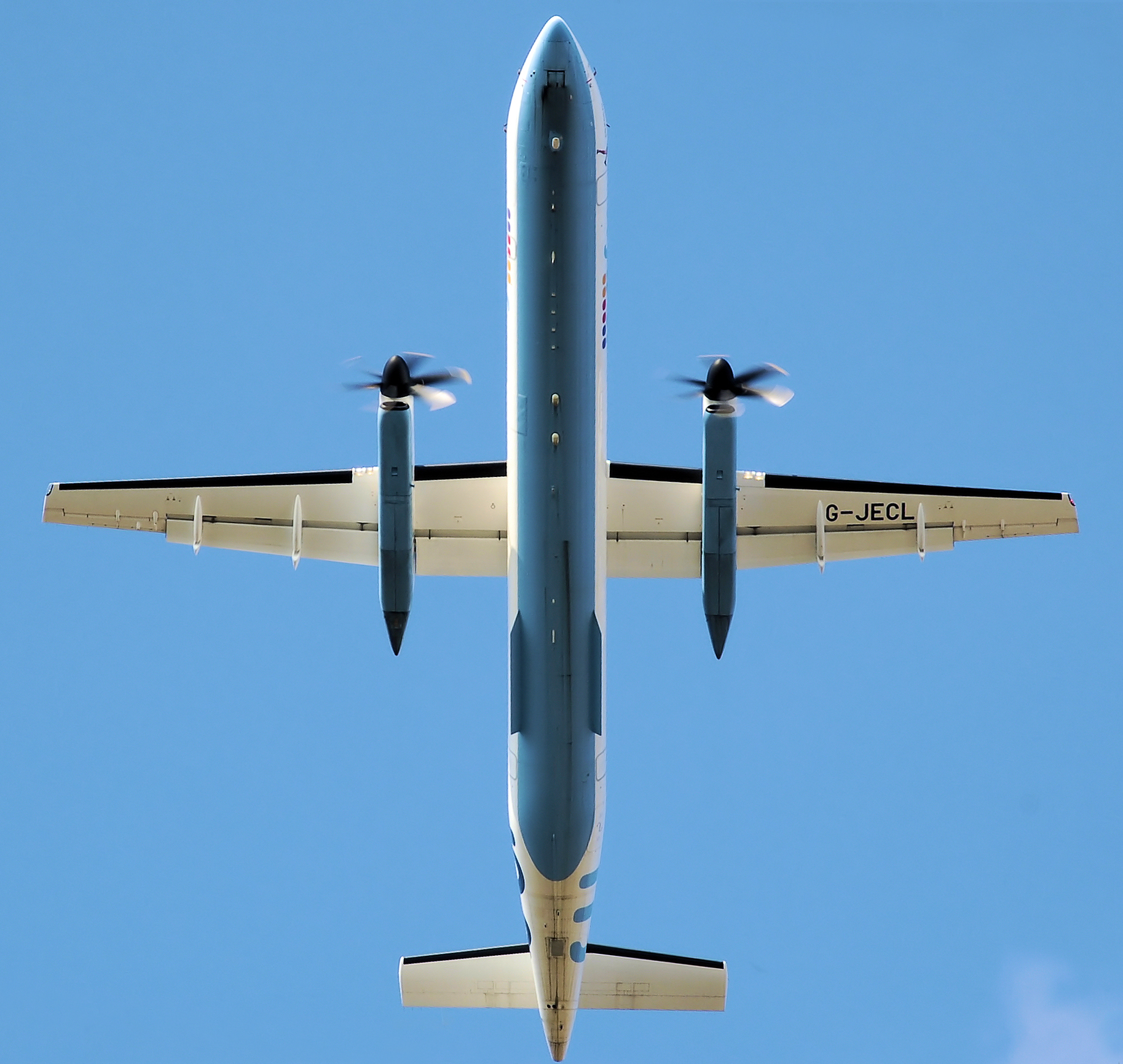
Bombardier Dash 8

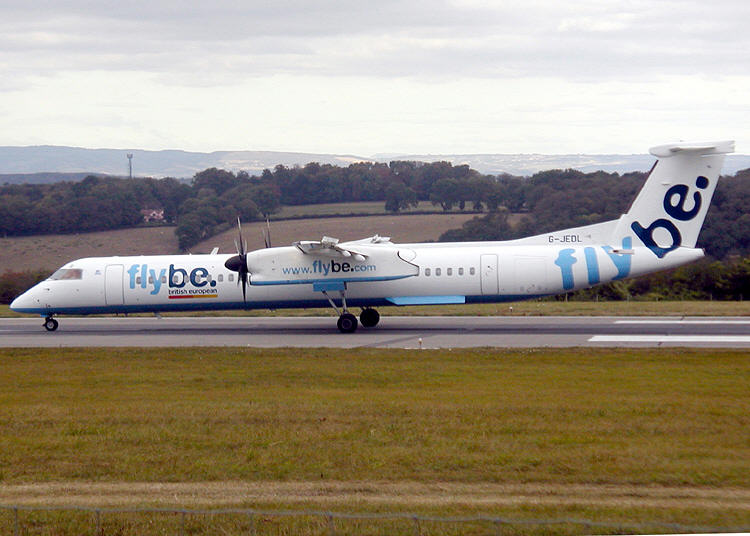
Bombardier Dash 8

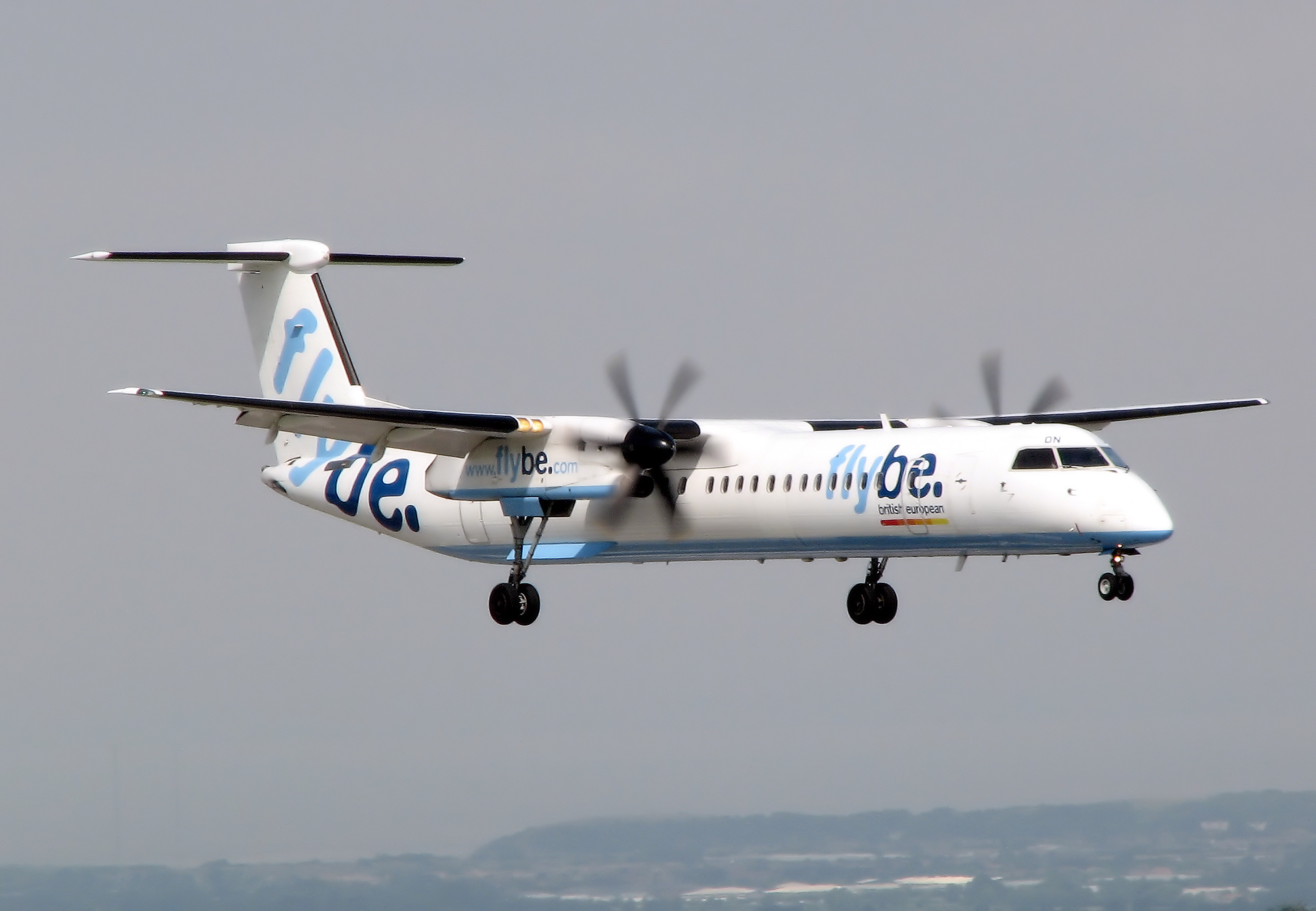
Dash 8

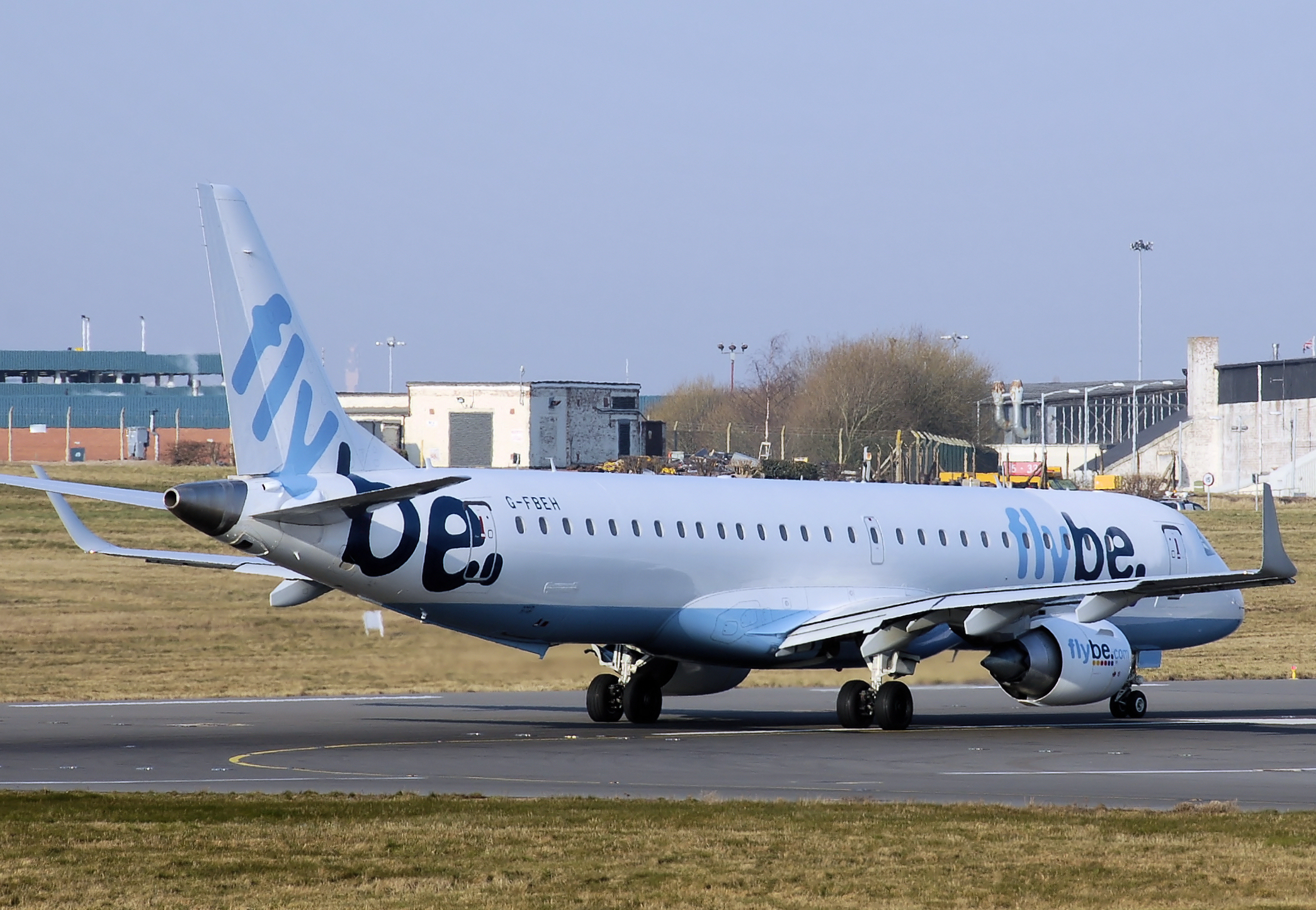
Embraer 195 в аеропорту Бірмінгема, Англія

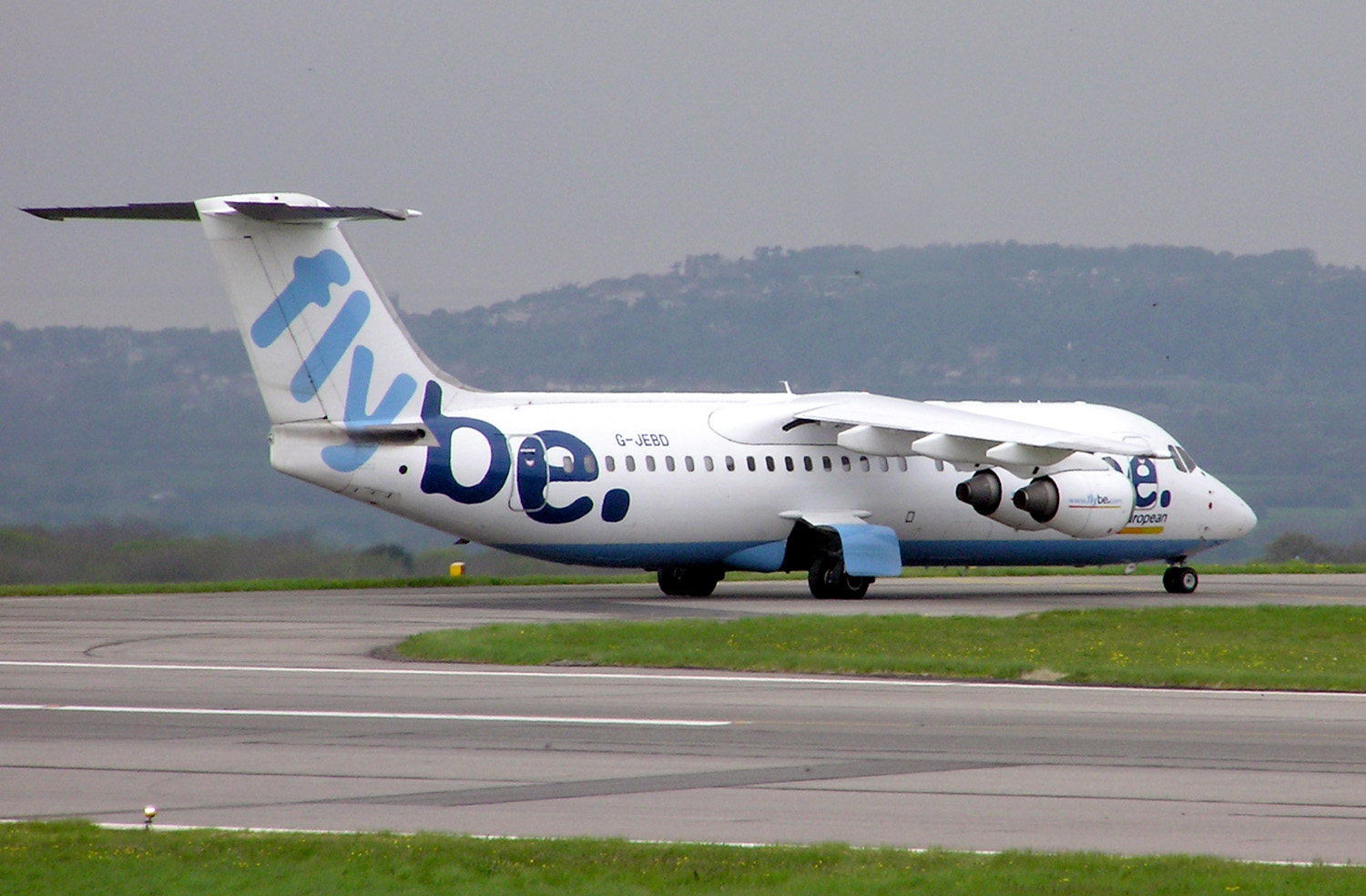
British Aerospace 146,був замінений в 2006 на Embraer 195

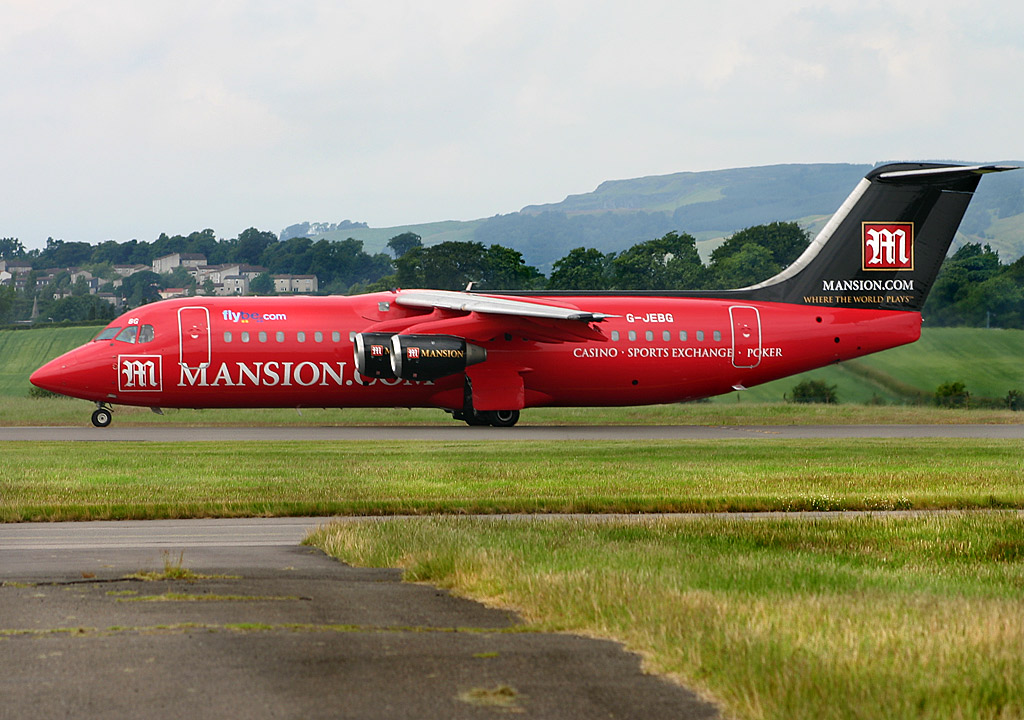
Bae 146 в кольорах компанії-рекламодавця. Міжнародний аеропорт Глазго (2006)

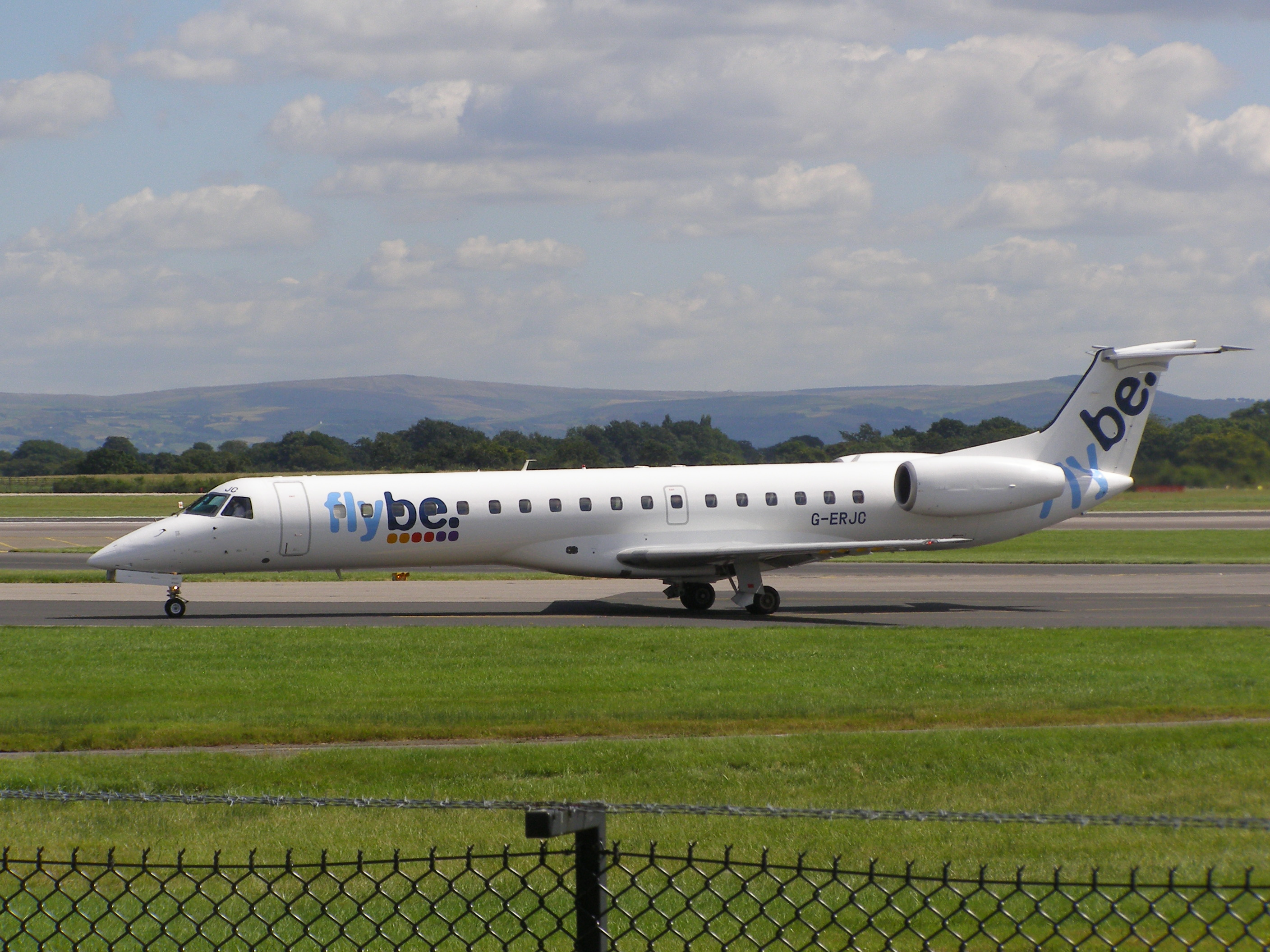
Embraer ERJ 145

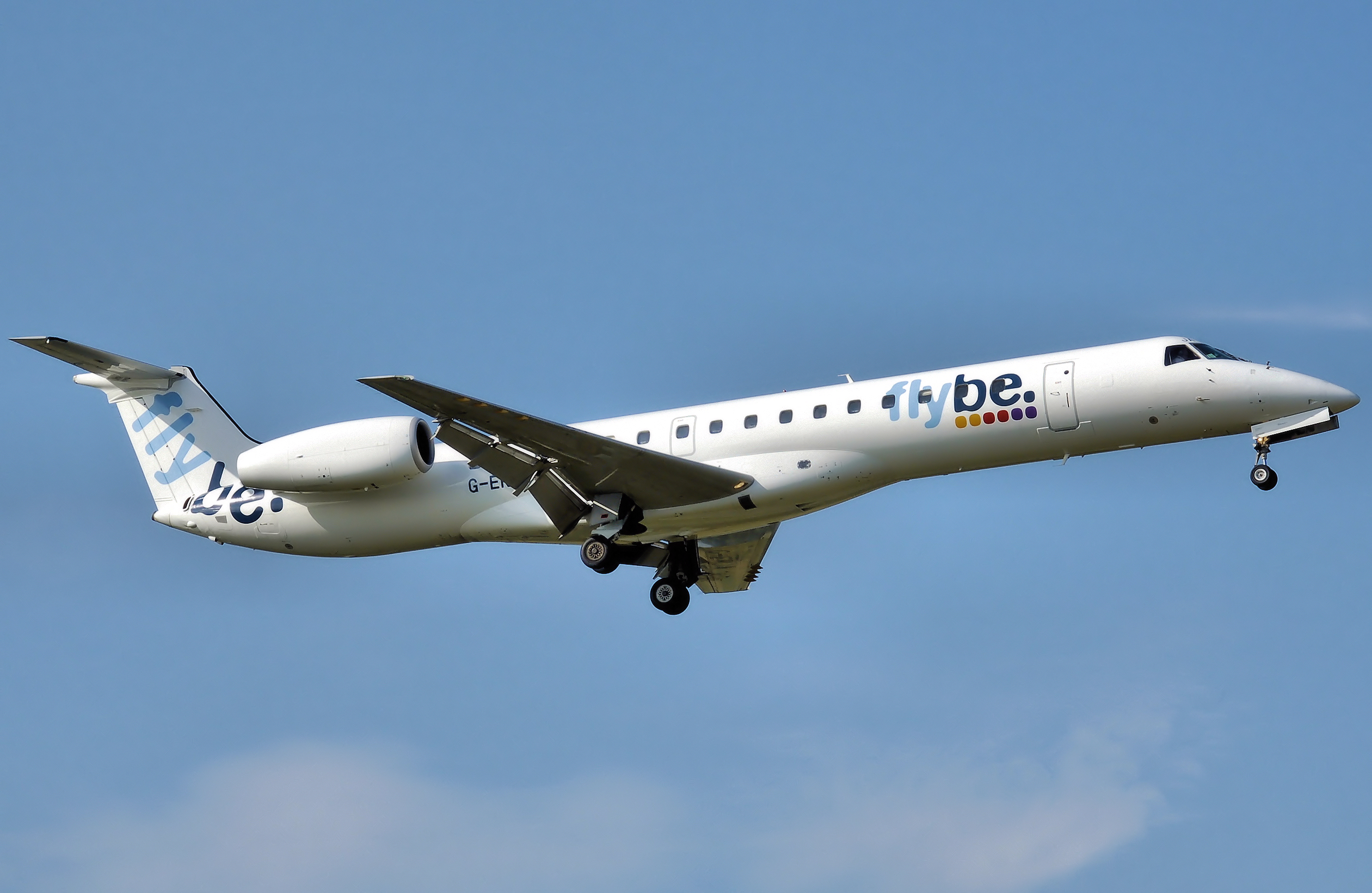
Embraer ERJ 145 приземляється

Flybe розпочала роботу з 1 листопада 1979 під назвою Jersey European Airways, в 1983 році компанія була придбана Walker Steel Group Джека Волкера, яка вже володіла базується в Блекпулі чартерної авіакомпанії Spacegrand Aviation. Обидві авіакомпанії стали працювати із загальним менеджментом, повне злиття відбулося в 1985 році під назвою Jersey European. Авіакомпанія змінила назву на British European у червні 2000, а потім — на Flybe 18 липня 2002 і перестала позиціонувати себе як компанія з повним сервісом, ставши лоу-кост авіакомпанією. 3 листопада 2006 було оголошено про злиття Flybe і BA Connect, яка здійснювала рейси в Лондон-Сіті. Злиття відбулося в березні 2007. Авіакомпанія належить Rosedale Aviation Holdings (69 %), співробітникам Flybe (16 %) і British Airways (15 %) як компенсація за BA Connect. На січень 2008 штат компанії становить 3000.

### Злиття з BA Connect
5 березня 2007 Flybe завершила злиття з регіональною компанією, що належить British Airways. Перше оголошення про злиття було зроблено 3 листопада 2006. British Airways отримали гарантії від Flybe на отримання грошової компенсації (£96 млн фт. ст.) і передали їй флот BA Connect. У відповідь British Airways стала власником частки 15 % в авіакомпанії. Злиття (яке не містило рейси BA Connect у Лондон-Сіті, що перейшли до BA CityFlyer) значно збільшило маршрутну сітку Flybe як у Великій Британії, так і в континентальній Європі, зробивши Flybe найбільшою європейською регіональною авіакомпанією.

### Франчайзингова угода з Loganair
14 січня 2008 було оголошено про підписання Flybe з шотландською авіакомпанією Loganair франчайзингової угоди, яка почала діяти з 26 жовтня 2008, відразу після припинення дії франчайзингової угоди Loganair з British Airways.
Угода передбачає перефарбовування літаків Loganair в кольори Flybe на 55 маршрутах в Шотландії.

### Призупинення діяльності
5 березня 2020 року авіакомпанія оголосила про введення тимчасової адміністрації і припинення польотів, таким чином, фактично авіакомпанія стала банкрутом. Компанія не змогла отримати від уряду Великої Британії позики в £100 млн ($129 млн). Virgin Atlantic оголосила, що не буде підтримувати компанію і заявила, що однією з причин банкрутства є пандемія коронавірусу.

## Призначення
Flybe обслуговує короткі рейси до Великої Британії, Ірландії і континентальної Європи.

## Флот
Флот Flybe станом на грудень 2018:
| Тип                    | В дії | Замовлено | Пасажирів | Примітки                                              |
| ---------------------- | ----- | --------- | --------- | ----------------------------------------------------- |
| ATR 72–600             | 5     | —         | 70        | Працює для Scandinavian Airlines.                     |
| Bombardier Dash 8 Q400 | 54    | —         | 78        | 5 літаків буде виведено з експлуатації до кінця 2018. |
| Embraer 175            | 11    | 4         | 88        | Поставки з 2019.                                      |
| Embraer 195            | 7     | —         | 118       |                                                       |
| Разом                  | 77    | 4         |           |                                                       |

Станом на травень 2008 середній вік флоту Flybe становив 5.6 років.

### Замовлення
- 6 червня 2005 Flybe розмістила замовлення на 14 Embraer E-195 з опціоном ще на 12 літаків. Flybe є одним з перших у світі замовників Embraer E-195. Доставка літаків почалася у вересні 2006 і повинна була завершитися в листопаді 2007. 1 вересня 2006 авіакомпанія отримала 118-місцевий Embraer E-195, ставши одним з перших покупців цього літака. Нові літаки повинні замінити BAe 146, що є частиною програми оновлення парку, розпочатої в 2003 і передбачає також придбання 61 Bombardier Dash 8 Q400 (41 замовлено і опціон на 20).

- 14 червня 2005 Flybe використовувала опціон на Bombardier Dash 8 Q400, щоб збільшити кількість літаків цієї моделі.[джерело?]

- У травні 2007 підписала угоду про покупку 15 Bombardier Dash 8 Q400 вартістю 394 млн дол. з опціоном ще на 15. Авіакомпанія стала найбільшим у світі оператором Q400 і планує збільшити флот Q400 до 60[19].

### Продаж
Оголосивши про річні результати Flybe почала розпродаж всіх Embraer 145, успадкованих від BA Connect, а також продовжує продавати BAe 146. Метою такої політики є скорочення оперованих авіакомпанією до двох типів (Dash 8 Q400 і Embraer 195) у 2009.

## Код-шерингові угоди
- British Airways — Flybe підтримує код-шерингові угоди на рейсах у Манчестер, Бірмінгем, Лондон-Гатвік та Единбург.

- Brussels Airlines — Flybe підтримує код-шерингові угоди Brussels airlines на рейси з Манчестера і Саутгемптона, а Brussels Airlines — на своїх рейсах з Манчестера, Бірмінгема, Бристоля і Ньюкасла[21].

Код-шерингові угоди Flybe має з такими авіакомпаніями:
- Aer Lingus
- Air France
- Air India
- Alitalia
- British Airways
- Cathay Pacific
- Emirates
- Etihad Airways
- Finnair
- Virgin Atlantic
- Singapore Airlines

## Спонсорська підтримка
- 24 квітня 2006 Flybe оголосила про трирічну угоду з футбольним клубом Southampton F. C.. Flybe також є спонсором футбольних клубів Exeter City F. C., Norwich City F. C. і Inverness Caledonian Thistle F. C.. Birmingham City F. C. оголосив 13 квітня 2007 про закінчення спонсорської угоди з Flybe.